# Nils P. Haugen

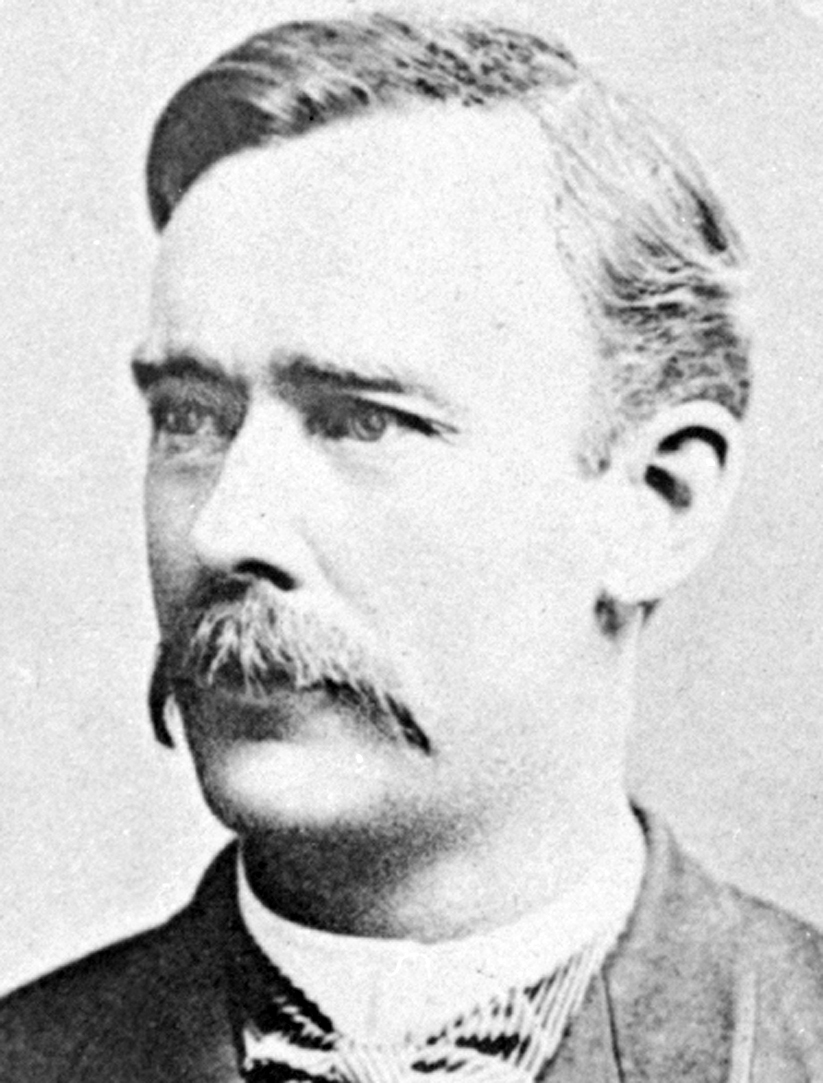
Nils P. Haugen

Nils Pederson Haugen (* 9. März 1849 in Modum, Norwegen; † 23. April 1931 in Madison, Wisconsin) war ein US-amerikanischer Politiker. Zwischen 1887 und 1895 vertrat er den Bundesstaat Wisconsin im US-Repräsentantenhaus.

## Werdegang
Nils Haugen kam im Jahr 1854 mit seinen Eltern in die Vereinigten Staaten, wo sich die Familie im Pierce County niederließ. Er besuchte die öffentlichen Schulen seiner neuen Heimat und das Luther College in Decorah (Iowa). Nach einem anschließenden Jurastudium an der University of Michigan in Ann Arbor und seiner im Jahr 1874 erfolgten Zulassung als Rechtsanwalt begann er in River Falls in seinem neuen Beruf zu arbeiten. Gleichzeitig schlug er als Mitglied der Republikanischen Partei eine politische Laufbahn ein. In den Jahren 1879 und 1880 saß er als Abgeordneter in der Wisconsin State Assembly; zwischen 1882 und 1887 war er Eisenbahnbeauftragter der Staatsregierung von Wisconsin.
Bei den Kongresswahlen des Jahres 1886 wurde Haugen im achten Wahlbezirk von Wisconsin in das US-Repräsentantenhaus in Washington, D.C. gewählt, wo er am 4. März 1887 die Nachfolge von Hugh H. Price antrat. Nach drei Wiederwahlen konnte er bis zum 3. März 1895 vier Legislaturperioden im Kongress absolvieren. Seit 1893 vertrat er dort den neugeschaffenen zehnten Distrikt von Wisconsin. Im Jahr 1894 verzichtete Haugen auf eine weitere Kandidatur.
Noch im Jahr 1894 strebte er erfolglos die Nominierung seiner Partei für die anstehenden Gouverneurswahlen in Wisconsin an, die stattdessen an William H. Upham ging. Zwischen 1901 und 1921 gehörte Haugen der Steuerkommission von Wisconsin an. In den Jahren 1919 und 1920 war er Präsident der nationalen Steuervereinigung (National Tax Association). Von 1921 bis 1923 war er Berater der Gleichstellungskommission (Board of Equalization) des Staates Montana. Danach zog er nach Madison, wo er seinen Lebensabend mit literarischen Aktivitäten verbrachte. Dort ist Nils Haugen am 23. April 1931 auch verstorben.